# (7187) Isobe
(7187) Isobe est un astéroïde de la ceinture principale, de la famille de Hungaria.

## Description
(7187) Isobe est un astéroïde de la ceinture principale, de la famille de Hungaria. Il présente une orbite caractérisée par un demi-grand axe de 1,94 UA, une excentricité de 0,09 et une inclinaison de 21,8° par rapport à l'écliptique.

## Compléments